# Chokher Bali
Chokher Bali (tłumaczenie: „piasek w oku”, inaczej „wciąż drażniące”, inne tytuły Choker Bali: A Passion Play, Sand in the Eye, Binodini, bengalski চোখের বালি, hindi: चोखेर बाली) – bengalski dramat w oparciu o powieść Rabindranath Tagore. Film został wyreżyserowany przez Rituparno Ghosha, autora Antarmahal, czy Raincoat. W rolach głównych Prasenjit, Aishwarya Rai i Raima Sen. To właśnie te dwie kobiety są dla siebie tytułową „solą w oku”.
Tematem filmu jest gra cudzymi uczuciami, duch podziału w rodzinie na tle szykowanego przez Anglików podziału zbyt bojowego Bengalu.
Nominacja do nagrody Złotego Leoparda na Festiwalu Filmowym w Locarno.

## Fabuła
Dwaj przyjaciele student medycyny Mahendra (Prasenjit Chatterjee) i poeta Behari (Tota Roy Chowdhury), nawet nie obejrzawszy zdjęcia odrzucają propozycje małżeństwa z piękną Binodini (Aishwarya Rai). Dziewczyna poślubiwszy kogo innego, rok później staje się wdową. Nie godzi się jednak z wyrzeczeniami, jakie są udziałem losu wdowy. Piękna, młoda, wykształcona przez zakonnice, dobrze władająca językiem angielskim pojawia się w domu Mahedry jako posługująca jego owdowiałej matce. 

## Obsada
- Prasenjit – Mahendra
- Aishwarya Rai – Binodini
- Raima Sen – Ashalata
- Lily Chakravarty – matka Rajlakshmi, Mahendry
- Tota Raychaudhuri – Bihari